# آرثر وليامز رايت
آرثر وليامز رايت (بالإنجليزية: Arthur Williams Wright)‏ هو فيزيائي أمريكي، ولد في 8 سبتمبر 1836 في لبانون في الولايات المتحدة، وتوفي في 19 ديسمبر 1915 في نيو هيفن في الولايات المتحدة.